# Riquilda de Polonia
Riquilda de Polonia o Riclitza de Polonia o Richeza de Polonia o Rica de Polonia o Rixa de Polonia (Breslavia, 1140 – 16 de junio de 1185), princesa de Polonia. Reina consorte de León por su matrimonio con Alfonso VII el Emperador (1152-1157), condesa consorte de Provenza (1161-1166) y condesa consorte de Toulouse (1166-1183).

## Biografía
Hija de Vladislao II el Desterrado, Gran Duque de Polonia, y de Inés de Babenberg. Acompañó a su padre en el exilio en 1146.
Falleció el 16 de junio de 1185.

## Matrimonios y descendencia
Contrajo matrimonio en la ciudad de Soria en 1152 con Alfonso VII de León. Tuvieron una hija.
- Sancha de Castilla[4][5] (1155-1208). Contrajo matrimonio en la ciudad de Zaragoza en 1174 con Alfonso II de Aragón.

En 1157 falleció su primer esposo, y Riquilda se casó de nuevo el 17 de noviembre de 1161 con Ramón Berenguer III de Provenza. Tuvieron una hija:
- Condesa Dulce II de Provenza

En 1166 murió el conde Ramón Berenguer, y Riquilda de Polonia se desposó ese mismo año con el conde Ramón V de Tolosa.
| Predecesor: Berenguela de Barcelona | Reina consorte de León 1151 - 1157       | Sucesor: Urraca de Portugal        |
| Predecesor: Berenguela de Barcelona | Reina consorte de Castilla 1151 - 1157   | Sucesor: Blanca Garcés de Pamplona |
| Predecesor: Beatriz de Melguelh     | Condesa consorte de Provenza 1161 - 1166 | Sucesor: Sancha de Castilla        |